# Порваткин, Николай Степанович
Николай Степанович Порваткин (15 апреля 1932, Воздвиженка, Красавский район, Саратовская область, РСФСР — 28 сентября 2009 года, Московская область) — космонавт-исследователь, 4-й набор ВВС, кандидат технических наук (1968). Почетный радист СССР. Автор книги «Тернистый путь космонавта-испытателя. 20 лет в отряде космонавтов» (2007).

## Биография
Родился 15 апреля 1932 года в селе Воздвиженка Красавского района Саратовской области в семье Порваткина Степана Григорьевича (1898-1943) и Порваткиной Елены Васильевны (1897 - 1976).

### Образование и профессиональная деятельность
После окончания средней школы в 1950 году, поступил в Серпуховское военное авиационное техническое училище специальных служб, которое окончил в 1952 году. Затем поступил в Военно-воздушную инженерную академию (ВВИА) имени Н. Е. Жуковского. После окончания обучения в академии, в 1960 году был назначен на должность инженера по авиационному оборудованию истребительного авиационного полка, а в 1961 году перешёл на службу во 2-й научно-исследовательский институт Войск ПВО (НИИ-2 войск ПВО) в Калинин в качестве младшего научного сотрудника отдела полигонных измерений.

### Космическая подготовка
Весной 1966 года он подал заявление о зачислении в отряд космонавтов, после того, как было объявлено о наборе космонавтов из числа военных научных сотрудников. По собственной инициативе прошел летную и парашютную подготовку в Калининском аэроклубе. Имеет 3-й спортивный разряд по планеризму.
Пройдя медицинскую комиссию в Центральном научно-исследовательском авиационном госпитале в качестве одного из 8 кандидатов от НИИ-2 ПВО в 1966 году, он был признан годным к специальным тренировкам. 12 апреля 1967 года приказом Главкома ВВС был назначен на должность слушателя-космонавта ЦПК ВВС.
Проходил общекосмическую подготовку с мая 1967 по июль 1969 года. 18 августа 1969 года был назначен космонавтом отряда космонавтов НИИ ЦПК — 4-й набор космонавтов.
В период с 1969 года по 1970 года проходил подготовку по военным исследованиям в группе по программе полета на космическом корабле «Союз-ВИ», а так же по работе на малой орбитальной исследовательской станции (ОИС). С 1970 по 1983 проходил подготовку по программе «Алмаз» и принимал участие в испытаниях космической техники и оборудования (скафандр «Сокол-К»).
20 апреля 1983 года был переведен в группу управления отряда космонавтов и был назначен сменным руководителем группы управления полетами, руководителем полетов, ведущим инженером группы отряда космонавтов.
24 декабря 1987 года был уволен из рядов Вооруженных сил СССР по возрасту.
После увольнения работал в отделе управления полетами РКК «Энергия» им. С. П. Королева.
Является автором более 30 печатных работ и научных публикаций. Автор книги «Тернистый путь космонавта-испытателя. 20 лет в отряде космонавтов».

## Смерть
Умер 28 сентября 2009 года. Похоронен 1 октября на кладбище деревни Леониха.

## Воинское звание
- Техник-лейтенант (08.10.1952);
- Старший техник-лейтенант (05.11.1957);
- Старший инженер-лейтенант (02.07.1960);
- Инженер-капитан (20.02.1961);
- Инженер-майор (10.03.1965);
- Инженер-подполковник (20.10.1969);
- Подполковник-инженер (03.12.1971);
- Полковник-инженер (21.02.1983);
- Полковник (14.05.1984).

## Награды
- Орденом «За службу Родине в Вооруженных Силах СССР» III степени (22.02.1978).